# Pollo con ciruelas
Pollo con ciruelas (en francés: Poulet aux prunes) es un cómic en blanco y negro de Marjane Satrapi publicado originalmente en Francia por la editorial L’Association en 2004. Traducido al español y publicado en España por Norma Editorial en 2005.
El título se refiere a la receta favorita de Nasser Ali Khan, protagonista de la obra. En ella se narran los últimos ocho días de la vida de Nasser Ali, pariente de Satrapi. Según nos cuenta, Nasser Ali era un conocido intérprete de tar (un laúd tradicional iraní). Una discusión matrimonial sirve de detonante para una serie de acontecimientos que llevan al protagonista a la decisión de terminar con su vida. 
El cómic está dividido por capítulos correspondientes a cada día más un capítulo de introducción. El desenlace se revela ya en la introducción, pero no revela los motivos reales de la decisión, que sólo quedan completamente claros al final de la historia.
La acción transcurre en Teherán durante noviembre de 1958, pero con frecuentes saltos temporales tanto hacia el pasado como hacia el futuro.
Por esta obra Marjane Satrapi recibió el premio al mejor álbum en el Festival Internacional de la Historieta de Angulema en 2005.

## Argumento
La historia está ambientada en 1958 en pleno reinado del Sha de Persia. El argumento trata sobre un virtuoso del tar que decide morir en la cama cuando su mujer decidió romperle su instrumento.
Durante los ocho días antes de su muerte, el protagonista repasa todos los detalles de su desgraciada vida, de su relación con su familia, del proceso de aprendizaje del manejo del tar, de sus hijos, de sus amores y de sus desengaños.

## Personajes
- Nasser Ali Khan (ناصر علی خان)

Nasser Ali, es el protagonista de la historia, un virtuoso del tar que pierde los deseos de vivir cuando su mujer, Nahid, le rompe su valioso instrumento. Este personaje trata de buscar otro tar similar en un largo viaje a Mashad, sin embargo, incapaz de recuperar las ganas de vivir, decide morir en la cama.
- Nahid (ناهید)

Nahid es la esposa de Nasser Ali. Es una institutriz que siempre ha estado muy enamorada del protagonista desde su más tierna infancia, pero ese amor nunca fue recíproco, pues Nasser Ali se casó con ella después de una relación fracasada con otra mujer. Nahid siempre le ha reprochado a su marido la excesiva atención que le prestaba a su tar, desatendiendo sus responsabilidades como padre de familia, lo cual da lugar a una discusión que le lleva a romper el instrumento del protagonista. Tras esta discusión, Nahid intenta infructuosamente hacer que su marido recapacite, pero es inútil. 
- Farzaneh (فرزانه)

Farzaneh, es la hija predilecta de Nasser Ali. Ese afecto se debe especialmente al amor que la joven siente por su padre, a su personalidad, muy pareciida a la de Nasser Ali, y también por su parecido físico, algo que para su padre es un factor más de unión. 
En un salto en el tiempo hacia adelante se nos muestra como en 1998, la propia Marjane Satrapi conoce a Farzaneh, una Farzaneh, completamente desengañada de la vida y que sufre problemas cardiacos, falleciendo poco tiempo después de esa visita.
- Mozaffar (مزافر)

Mozaffar es el hijo menor de Nasser Ali y Nahid. Se trata de la antítesis de Farzaneh, pues para el protagonista, Mozaffar encarna todo aquello que el detesta. Los motivos de esa falta de afecto por parte de su padre son: El hecho de que su madre hubiera decidido ella sola su venida al mundo, la falta de interés de este en la cultura o el arte, su charlatanería, su gordura y su nulo parecido físico.
En un salto en el tiempo hacia adelante, se nos muestra como Mozaffar, se casa con una mujer llamada Gila, como se exilia en los Estados Unidos tras la revolución de 1979, y como tiene tres hijos, todos ellos con problemas de sobrepeso. La obesa hija pequeña de Mozaffar, después tiene un bebé sin que nadie lo supiera.
- Abdi (عبدی)

Abdi es el hermano de Nasser Ali. Es un disidente comunista que fue preso político durante el reinado de Reza Pahlavi. En una visita de Nahid, se entera de la situación de su hermano, a quien luego fue a ver para hacerle recapacitar. Durante esta visita, Nasser Alí le echa en cara que él fue el propio Abdi, el más amado por su madre y le recrimina que no hubiera pensado en su familia en el momento en el que se hizo comunista.
- Parvín (پروین )

Parvín es la hermana de Nasser Ali. Aparece en la historia durante una visita que le hace a su hermano cuando este empieza a notar la lenta llegada de la muerte. Durante la visita, esta le muestra su agradecimiento por ayudarla en su divorico que tuvo lugar años atrás.
- Iraneh (ایرانه)

Irane es el amor platónico de Nasser Ali, persona a la que siempre ha amado por encima de todas las cosas. Esta atractiva mujer es hija de un joyero de ideología fundamentalista, que se opuso diametralmente a la idea de que su hija se casara con un músico. Este hecho sume al protagonista en una depresión y un sufrimiento tales que le llevan a tocar cada vez mejor el tar, hasta un punto en el que es capaz de conmover a todo aquel que le escucha. Años más tarde, Nasser Ali, se encuentra con Iraneh en la calle, pero esta no se dio cuenta de que era el.
- 'Madre de Nasser Ali

La madre de Nasser Ali, es un personaje muy preocupado por sus hijos durante toda su vida. Al llegar al ocaso de su vida, Nasser Ali, recuerda durante su agonía que rezaba constantemente por ella para que no muriera. A pesar de todo, la madre del protagonista deseaba morir y quería estar acompañada por la música de su hijo con el tar durante los últimos días de su vida.

## Adaptación al cine

### Reparto
- Nasser Alí Khan: Mathieu Amalric
- Nahid: Maria de Medeiros
- Farzaneh: Chiara Mastroianni
- Abdi: Eric Caravaca
- Iraneh: Golshifteh Farahani
- Madre de Nasser Alí: Isabella Rossellini
- Houshang: Jamel Debbouze
- Azrael: Edouard Baer

### Recepción
Los críticos cinematográficos destacaron que al igual que su antecesora Persepolis, esta película combinaba de forma equilibrada el drama con la comedia. Como puntos en común con la película antes mencionada, los críticos también coincidieron en que esta, evoca igualmente, un mundo perdido, recreando con gran elegancia el estilo de vida de la clase media del Teherán de finales de los años cincuenta.
Se aprecia en la película, una fuerte influencia del cine de Fellini, debido a una atmósfera peculiar y unos personajes bien creados, cuyos pensamientos exagerados y cuya estética rayan el surrealismo, por lo que muchos han comparado a este filme con Amélie.